# Hagerman, Novi Meksiko
Hagerman je gradić u okrugu Chavesu u američkoj saveznoj državi Novom Meksiku. Prema popisu stanovništva SAD-a, godine 2010. u Hagermanu je živio 1251 stanovnik.

## Zemljopis
Nalazi se na južnom središnjem dijelu okruga Chavesa na 33°6′44″N 104°19′41″W / 33.11222°N 104.32806°W (33.112339, -104.328146)., oko 3 km zapadno od rijeke Pecosa. Prema Uredu SAD-a za popis stanovništva, zauzima 3,6 km2 površine, sve suhozemne.

## Stanovništvo
Prema podatcima popisa iz 2000. godine u Hagermanu je bilo 1168 stanovnika, 397 kućanstava i 296 obitelji, a stanovništvo po rasi bili su 67,55 % bijelci, 0,09 % afroamerikanci, 0,09 % Indijanci, 0,09 % Azijci, 28,94 % ostalih rasa, 2,74 % dviju ili više rasa. Hispanoamerikanaca i Latinoamerikanaca svih rasa bilo je 63,18 %.

## Vanjske poveznice
- Službene stranice  Arhivirana inačica izvorne stranice od 11. veljače 2015. (Wayback Machine)